# Казачкинский район
Казачкинский райо́н — упразднённая административно-территориальная единица в Саратовской области, существовавшая в 1935—1958 годах. Административный центр — с. Казачка.

## История
Постановлением ВЦИК от 18 января 1935 года в связи с утверждением новой сети районов Саратовского края в составе края образован Казачкинский район с центром в селе Казачка. 5 декабря 1936 года Саратовский край в связи с выходом из его состава АССР немцев Поволжья был преобразован в Саратовскую область.
С 6 января 1954 года по 19 ноября 1957 года район входил в состав Балашовской области.
30 сентября 1958 года Указом Президиума Верховного Совета РСФСР Казачкинский район был упразднён, а его территория вошла в состав Баландинского и Новопокровского районов.

## Административное деление
В 1940 году в состав района входило 10 сельских советов:
| - Анно-Успенский, - Гусево-Кирилловский, - Казачкинский, - Львовский, - Мало-Меликский, | - Находкинский, - Ниццынский, - Ново-Гривский, - Озерский, - Сергиевский |